# Pleuroplitidae
Famille
Les Pleuroplitidae sont une famille de Ciliés de la classe des Prostomatea et de l'ordre des Prostomatida. 

## Étymologie
Le nom de la famille vient du genre type Pleuroplites, composé de pleur- (du grec πλευρ / pleur, « côté, flanc »), et -oplit (du grec ὅπλον / óplon, « arme »), littéralement « (ayant) une arme sur le côté », en référence à la brosse (de cils) dorsale dont est doté Pleuroplites comme Pleuroplitoides (le suffixe grec oide, « qui a l'aspect de », donnant la signification littérale « qui a l'aspect d'un Pleuroplites »).

## Description
Cette famille se caractérise par sa brosse ciliaire dorsale qui se compose de plus de trois rangs pour Pleuroplites, et de deux pour Pleuroplitoides.
Ces rangées de cils sont hétéromorphes chez Pleuroplites, c'est-à-dire composées de cils somatiques « normaux » (monokinétides) intercalés entre des dikinétides à cils raccourcis ; isomorphes chez Pleuroplitoides, c'est-à-dire constituées de paires de corps basaux (dikinétidés).

## Liste des genres
Selon GBIF (28 décembre 2022) :
- Pleuroplites Foissner, 1988[3]
- Pleuroplitoides Foissner, 1996

## Systématique
Le nom valide de ce taxon est Pleuroplitidae Foissner, 1996 .